# Brändö, Åland
Brändö är en kommun som ligger i det nordöstra hörnet av Åland i Finland. Brändö har över 400 invånare och har en yta på 1 643 km², fördelat på 108 km² land och 1 535 km² vatten. Karakteristisk för Brändö är talrikheten av öar, skär och holmar, av vilka de viktigaste binds samman med broar och vägbankar. Kommunens administrativa centrum är Brändö by.

## Geografi
Brändö ligger i Ålands skärgård, som är en del av Skärgårdshavet och gränsar till Kumlinge kommun, i söder till Sottunga kommun samt i öster till Gustavs, Houtskär och Iniö i landskapet Egentliga Finland. Brändö är därmed både den nordligaste och ostligaste av de åländska kommunerna. Brändö består av över 1200 öar och skär varav endast några är bebodda. Dessa är Jurmo, Åva, Brändö, Baggholma, Björnholma, Fiskö (inklusive Nötholma), Korsö, Torsholma, Lappo och Asterholma. Förutom dessa finns ett flertal andra större öar. Degerbrok, Gunnarsten, Hullberga, Lillklyndan, Långbrok, Nottö, Porsskär, Storklyndan och Salungarna hör till dem.

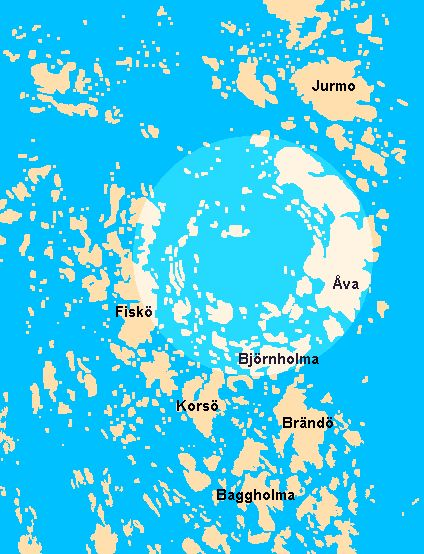
Åvaskärsfjärden, en rest av underjordisk vulkanisk verksamhet för 1 miljard år sedan.

Ängskärsfjärden kallas den stora fjärd som uppifrån nästan ser ut som en cirkel, vilket föranleder en vanlig missuppfattning om att en meteor har slagit ner här (äv. kallat Åvakratern). I själva verket är Ängskärsfjärden en konsekvens av en intrusionskrater.
Fjärden Lappvesi skiljer Brändö kommun från Kumlinge kommun.

## Trafik och förbindelser
Kommunen trafikeras av 3 färjor. Österut, från Åva till Osnäs/Gustavs på fastlandet trafikeras av M/S Viggen och västerut, via Torsholma, Lappo, Kumlinge, Enklinge och Hummelvik (Vårdö) till fasta Åland av M/S Alfågeln och M/S Knipan. Inom kommunen trafikeras Jurmo–Åva av M/S Doppingen och Lappo–Asterholma–Torsholma av M/S Ejdern Turtätheten för M/S Viggen är 3–5 turer per riktning och dygn. Tur i enkel riktning tar ca 30 minuter. För M/S Alfågeln är det 3–4 turer per riktning och dygn.
Förutom färjorna går förbindelsebåten M/S Karolina mellan Torsholma och Roslax i Houtskär. Båten går över Skiftet och lägger till vid flera holmar i Houtskär norra skärgård, bland andra Nåtö, Äpplö, Bockholm och Sördö.
Från Brändö tar bil- och färjeresan till Åbo två timmar och till Mariehamn 3,5 timmar.
Inomkommunal kollektivtrafik upprätthålls genom två taxibolag som kör vecka-vecka. Trafiken sker i huvudsak i anslutning till färjornas ankomst- och avgångstider och är kostnadsfri för vissa av kommunen fastslagna turer. Det finska bussbolaget Vainion Liikenne trafikerar om somrarna också Torsholma-Åbo.

## Sevärdheter
- S:t Jakobs kyrka (eller kapell) är en träkyrka som den 22 oktober 1893 tillägnades aposteln Jakob. Särskilt anmärkningsvärt är altarskåpet från mitten av 1400-talet som föreställer Marie kröning.[7]
- Skärgårdsmuseet i Lappo försöker samla de genuina skärgårdskänslorna genom sina utställningar av allmogebåtar, fiskeredskap och fotografier från gamla dagar. I anslutning till museet finns även en smedja, renoverad till ursprungligt skick, som inrymmer ett hembygdsmuseum med en samling historiska bruksföremål.[8]
- Från utkikstornet i den allra nordöstra delen av Åland, Jurmo, kan man blicka ut över stora delar av Skärgårdshavet. På Jurmo finns även Highland Cattle-boskap, vilket gärna framhävs i marknadsföringen.[9]

## Bildgalleri

Ålands kommuner
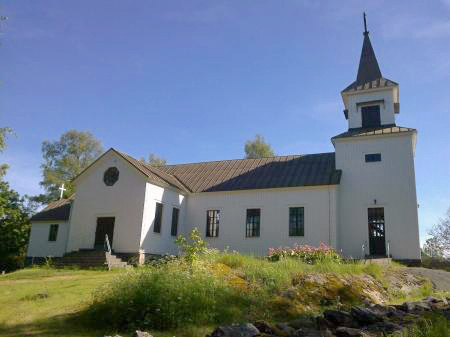
Brändö kyrka
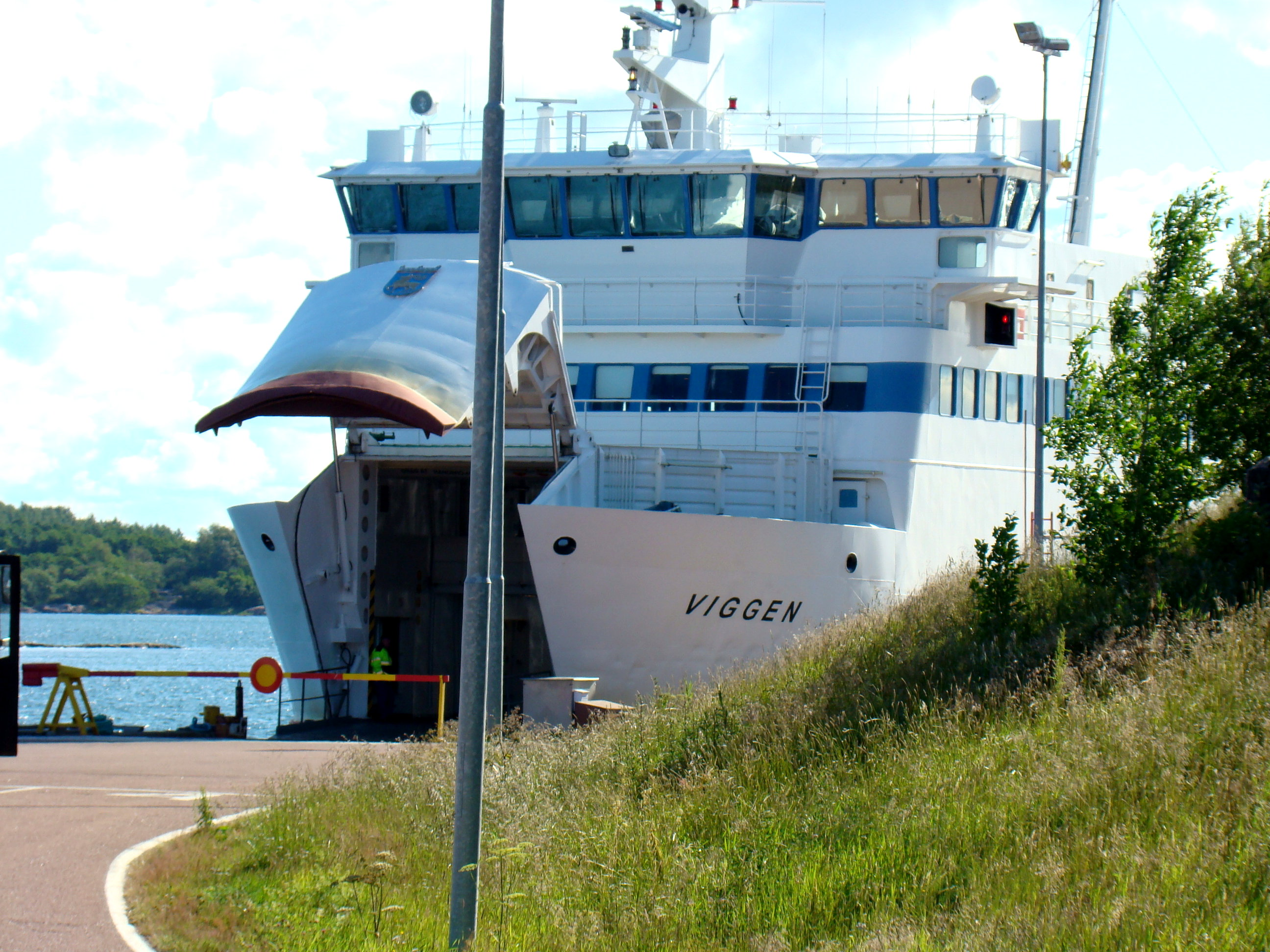
Färjan M/S Viggen lägger till

## Demografi

### Befolkningsutveckling
| Befolkningsutvecklingen i Brändö kommun 1910–2020              | Befolkningsutvecklingen i Brändö kommun 1910–2020 | Befolkningsutvecklingen i Brändö kommun 1910–2020 | Befolkningsutvecklingen i Brändö kommun 1910–2020 | Befolkningsutvecklingen i Brändö kommun 1910–2020 |
| -------------------------------------------------------------- | ------------------------------------------------- | ------------------------------------------------- | ------------------------------------------------- | ------------------------------------------------- |
|                                                                |                                                   |                                                   |                                                   |                                                   |
| År                                                             |                                                   |                                                   | Folkmängd                                         |                                                   |
| 1910                                                           | 1910                                              |                                                   | 1 147                                             |                                                   |
| 1920                                                           | 1920                                              |                                                   | 1 142                                             |                                                   |
| 1930                                                           | 1930                                              |                                                   | 1 021                                             |                                                   |
| 1940                                                           | 1940                                              |                                                   | 984                                               |                                                   |
| 1950                                                           | 1950                                              |                                                   | 927                                               |                                                   |
| 1960                                                           | 1960                                              |                                                   | 766                                               |                                                   |
| 1970                                                           | 1970                                              |                                                   | 612                                               |                                                   |
| 1980                                                           | 1980                                              |                                                   | 550                                               |                                                   |
| 1990                                                           | 1990                                              |                                                   | 529                                               |                                                   |
| 2000                                                           | 2000                                              |                                                   | 514                                               |                                                   |
| 2010                                                           | 2010                                              |                                                   | 488                                               |                                                   |
| 2020                                                           | 2020                                              |                                                   | 449                                               |                                                   |
| Anm: Uppgifterna avser förhållandena den 31 december varje år. |                                                   |                                                   |                                                   |                                                   |

### Språk
Befolkningen efter språk (modersmål) den 31 december 2024.
| Språk    | Enligt 2024-12-31 | Enligt 2024-12-31 |
| Språk    | Antal             | Andel (%)         |
| -------- | ----------------- | ----------------- |
| Totalt   | 430               | 100,0             |
| Svenska  | 304               | 70,7              |
| Finska   | 86                | 20,0              |
| Rumänska | 8                 | 1,9               |
| Ryska    | 8                 | 1,9               |
| Estniska | 6                 | 1,4               |
| Thai     | 5                 | 1,1               |
| Lettiska | 0                 | 0,0               |
| Engelska | 0                 | 0,0               |
| Övrigt   | 13                | 3,0               |

|  | Svenska (70,7 %) |

|  | Finska (20,0 %) |

|  | Övrigt (9,3 %) |

|  | Svenska (70,7 %) |

|  | Finska (20,0 %) |

|  | Övrigt (9,3 %) |